# 20 października
20 października jest 293. (w latach przestępnych 294.) dniem w kalendarzu gregoriańskim. Do końca roku pozostaje 72 dni. Jest to początek miesiąca Brumaire we francuskim kalendarzu rewolucyjnym.

## Święta
- Imieniny obchodzą: Apollon, Artemiusz, Aureliusz, Aurora, Budzisława, Felicjan, Irena, Jan Kanty, Jerzy, Maria, Witalis i Żywia.
- Gwatemala – Święto Rewolucji
- Kenia – Dzień Jomo Kenyatty
- Międzynarodowe:
  - Światowy Dzień Statystyki (ustanowione przez Zgromadzenie Ogólne ONZ; w Polsce 9 marca od 2008)
  - Europejski Dzień Seniora
  - Światowy Dzień Osteoporozy (ustanowione przez International Osteoporosis Foundation)[1]
  - Międzynarodowy Dzień Kontrolera Ruchu Lotniczego (upamiętnia utworzenie w 1961 roku Międzynarodowej Federacji Stowarzyszeń Kontrolerów Ruchu Lotniczego (IFATCA); w Polsce od 2008)[2]
- Wspomnienia i święta w Kościele katolickim[3][4] obchodzą:
  - św. Irena Portugalska (mniszka)
  - bł. Jakub Kern (zakonnik)
  - św. Jan Kanty (prezbiter), historyczny patron Polski

## Wydarzenia w Polsce
- 1506 – Przyszły król Polski Zygmunt I Stary został wielkim księciem litewskim.
- 1595 – Wyprawa Jana Zamoyskiego do Mołdawii: zwycięstwem wojsk polskich nad tureckimi i tatarskimi zakończyła się bitwa pod Cecorą.
- 1600 – W bitwie pod Bukowem na Wołoszczyźnie hetman Jan Zamoyski pokonał hospodara Michała Walecznego.
- 1655 – W Kiejdanach hetman wielki litewski Janusz Radziwiłł zerwał unię Litwy z Koroną i podpisał pakt wiążący ją ze Szwecją. Król szwedzki Karol X Gustaw zostaje uznany za wielkiego księcia litewskiego.
- 1709 – Król August II Mocny i car Piotr I Wielki podpisali I traktat toruński.
- 1791 – Unia polsko-litewska: Sejm Czteroletni uchwalił akt Zaręczenia Wzajemnego Obojga Narodów, zawierający szczegółowe przepisy wykonawcze do Konstytucji 3 maja.
- 1820 – Założono Warszawską Resursę Kupiecką.
- 1822 – Zainaugurował działalność Teatr Stary w Lublinie.
- 1860 – Towarzystwo Wzajemnych Ubezpieczeń w Krakowie otrzymało koncesję na działalność.
- 1863 – Powstanie styczniowe: zwycięstwo powstańców w bitwie pod Rybnicą.
- 1894 – Rozpoczął działalność Wojewódzki Szpital dla Nerwowo i Psychicznie Chorych Dziekanka w Gnieźnie (jako Krajowy Zakład Psychiatryczny w Dziekance).
- 1911 – Premiera filmu niemego Skandal na ulicy Szopena.
- 1918 – Rada Miejska Lwowa przyjęła rezolucję o przyłączeniu miasta do Polski.
- 1919 – Naczelnik Państwa Józef Piłsudski dokonał uroczystego otwarcia Akademii Górniczej w Krakowie (obecnej Akademii Górniczo-Hutniczej im. Stanisława Staszica).
- 1921 – Rada Ambasadorów Ligi Narodów zatwierdziła decyzję o podziale Górnego Śląska.
- 1923 – Senat Wolnego Miasta Gdańska uchwalił wprowadzenie guldena gdańskiego w miejsce marki niemieckiej.
- 1929 – W Grodnie odsłonięto pomnik Elizy Orzeszkowej.
- 1933 – Nisko uzyskało prawa miejskie.
- 1934 – Nad Wisłą w Puławach otwarto Most im. Ignacego Mościckiego.
- 1939 – W ramach operacji „Tannenberg” w Wielkopolsce rozpoczęły się masowe egzekucje członków polskiej „warstwy przywódczej”.
- 1943:
  - Przy ul. Mazowieckiej 32 w Krakowie Niemcy dokonali pierwszej w mieście publicznej egzekucji 20 więźniów z więzienia Montelupich.
  - W Charzewicach (dziś dzielnica Stalowej Woli) Niemcy rozstrzelali 25 Polaków.
- 1947 – Przywódca PSL Stanisław Mikołajczyk potajemnie opuścił kraj.
- 1952 – Sąd Najwyższy na posiedzeniu odbywającym się w trybie tajnym, pod nieobecność oskarżonego i jedynie na podstawie nadesłanych dokumentów, zatwierdził wyrok śmierci na gen. Auguście Emilu Fieldorfie, wydany 16 kwietnia przez Sąd Wojewódzki w Warszawie.
- 1957 – W rozegranym na Stadionie Śląskim w Chorzowie meczu eliminacyjnym do Mistrzostw Świata Polska, po dwóch golach Gerarda Cieślika, pokonała ZSRR 2:1.
- 1958 – Dokonano oblotu szybowca SZD-16 Gil.
- 1959 – Odsłonięto odbudowany po zniszczeniu w czasie II wojny światowej pomnik Stanisława Moniuszki w Katowicach.
- 1975 – Premiera filmu Doktor Judym w reżyserii Włodzimierza Haupego.
- 1985 – Stanisław Bunin z ZSRR został zwycięzcą XI Międzynarodowego Konkursu Pianistycznego im. Fryderyka Chopina.
- 1998 – Były kanclerz Niemiec Helmut Kohl został odznaczony Orderem Orła Białego.
- 2000 – Współwłaściciel spółki Art-B zamieszanej w aferę finansową związaną z tzw. oscylatorem bankowym Bogusław Bagsik został skazany na karę 9 lat pozbawienia wolności.
- 2010 – Rosjanka Julianna Awdiejewa została zwyciężczynią XVI Międzynarodowego Konkursu Pianistycznego im. Fryderyka Chopina.
- 2012 – W Warszawie oddano do użytku Dom Kereta, jeden z najwęższych budynków mieszkalnych na świecie.
- 2021 – W Gdańsku-Oliwie odsłonięto pomnik Ireny Jarockiej.

## Wydarzenia na świecie
- 1097 – I wyprawa krzyżowa: krzyżowcy rozpoczęli oblężenie Antiochii.
- 1314 – Ludwik IV Bawarski i Fryderyk III Piękny zostali wybrani w podwójnej elekcji na królów Niemiec, co doprowadziło do wybuchu 8-letniej wojny domowej.
- 1349 – Papież Klemens VI zakazał, pod groźbą klątwy, procesji biczowników.
- 1370 – Tytularny władca Cesarstwa Łacińskiego książę Filip II z Tarentu poślubił swą drugą żonę Elżbietę Slawońską.
- 1401 – Na leżącej na Łabie pod Hamburgiem wyspie Grasbrook ścięto 70 piratów (tzw. Braci Witalijskich) z Klausem Störtebekerem na czele.
- 1448 – Zakończyła się II bitwa na Kosowym Polu, w której wojska węgierskie Jánosa Hunyadaja zostały rozbite przez oddziały sułtana Murada II.
- 1548 – Alonso de Mendoza założył La Paz, dzisiejszą stolicę Boliwii.
- 1565 – I wojna północna: zwycięstwo wojsk duńskich nad szwedzkimi w bitwie pod Axtorna.
- 1568 – Hiszpański żeglarz Álvaro de Mendaña de Neyra odkrył atol Wake na Pacyfiku.
- 1572 – Wojna osiemdziesięcioletnia: wojska hiszpańskie pod wodzą Cristóbala de Mondragóna przybyły z udaną odsieczą dla oblężonej przez niderlandzkich powstańców twierdzy Goes.
- 1587 – Wojny religijne hugenockie: wojska króla Nawary i przyszłego króla Francji Henryka IV Burbona pokonały armię katolicką w bitwie pod Coutras.
- 1607 – Powstanie Bołotnikowa: armia carska rozbiła ostatecznie buntowników pod Tułą.
- 1622 – Papież Grzegorz XV utworzył metropolię paryską.
- 1650 – Krystyna Waza została koronowana na królową Szwecji.
- 1696 – Rosyjska Duma bojarska podjęła decyzję o rozpoczęciu budowy okrętów morskich, co uznaje się za dzień powstania Rosyjskiej Marynarki Wojennej.
- 1707 – Neofit V został wybrany na ekumenicznego patriarchę Konstantynopola.
- 1714 – Jerzy I Hanowerski został koronowany w Opactwie Westminsterskim na króla Wielkiej Brytanii i Irlandii.
- 1720 – Działający na Karaibach angielski pirat Calico Jack został schwytany przez Royal Navy.
- 1728 – Pożar Kopenhagi.
- 1735 – Wojna o sukcesję polską: zwycięstwo wojsk habsburskich nad francuskimi w bitwie pod Clausen.
- 1740 – Maria Teresa Habsburg, zgodnie z sankcją pragmatyczną, przejęła dziedzictwo habsburskie, co stanowiło casus belli wojny o sukcesję austriacką.
- 1774 – Pierwszy amerykański Kongres Kontynentalny uchwalił zakaz sprowadzania towarów z Wielkiej Brytanii.
- 1782 – Wojna o niepodległość Stanów Zjednoczonych: nierozstrzygnięta bitwa morska koło Przylądka Spartel w Maroku między flotą brytyjską a sprzymierzoną z Amerykanami flotą francusko-hiszpańską.
- 1803 – Senat Stanów Zjednoczonych ratyfikował zakup Luizjany.
- 1805 – III koalicja antyfrancuska: austriaccy obrońcy twierdzy Ulm skapitulowali przed armią francuską.
- 1808 – Król Józef Bonaparte ustanowił Order Królewski Hiszpanii.
- 1818 – Stany Zjednoczone i Wielka Brytania zawarły konwencję o granicach i handlu.
- 1819 – Król Hiszpanii Ferdynand VII poślubił Marię Józefę Wettyn jako swą trzecią żonę.
- 1820 – Rozpoczął się kongres opawski, na którym spotkali się władcy Świętego Przymierza.

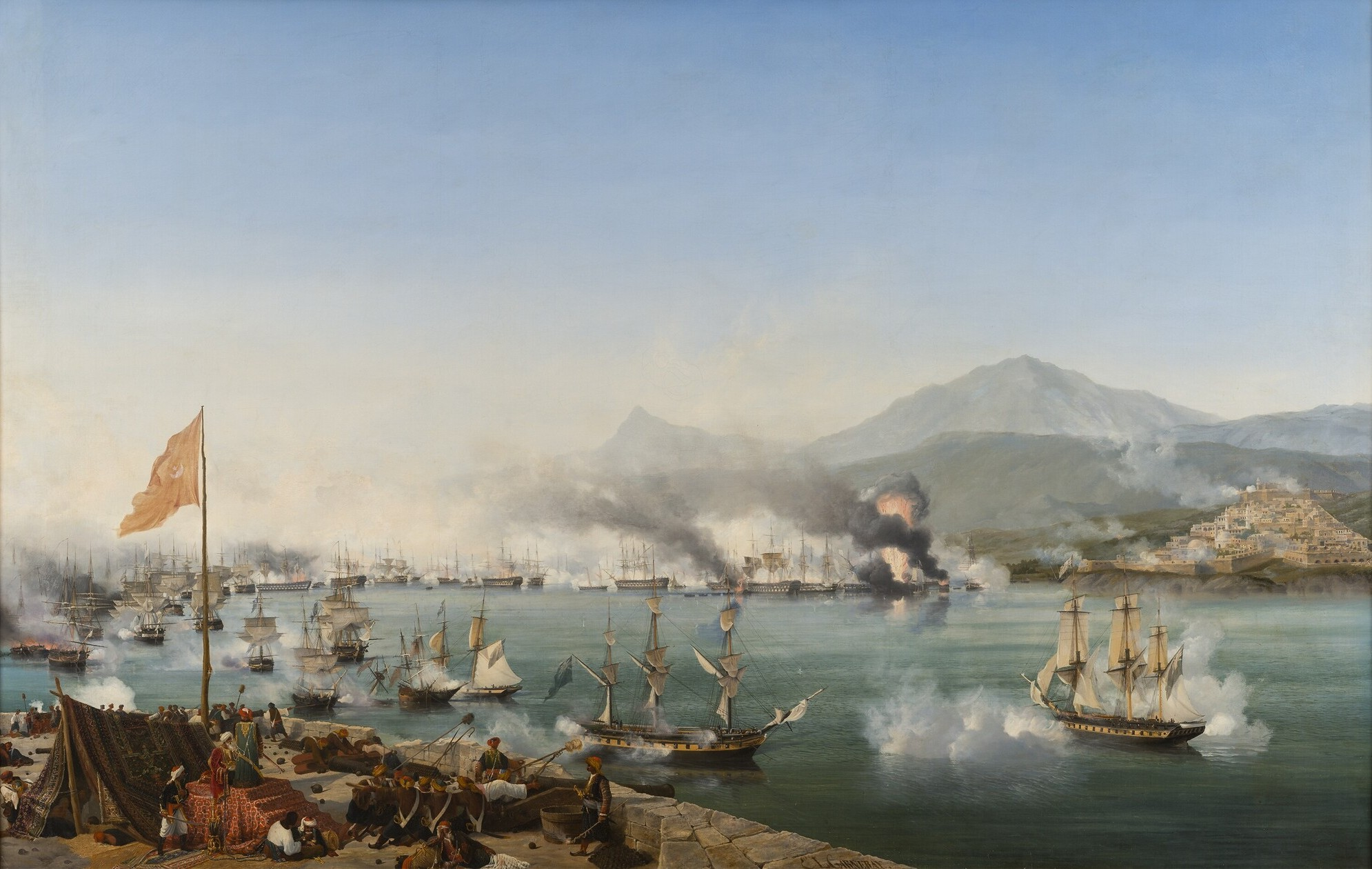
Bitwa pod Navarino (1827)

- 1827 – Wojna o niepodległość Grecji: zwycięstwo floty brytyjsko-francusko-rosyjskiej nad turecko-egipską w bitwie pod Navarino.
- 1831:
  - Proklamowano Republikę Nowej Granady, która obejmowała tereny dzisiejszych Kolumbii i Panamy.
  - W Paryżu odbyła się premiera dramatu Karol VII u swych wielkich wasali Alexandre’a Dumasa (ojca).
- 1832 – Albert Joseph Goblet d’Alviella został premierem Belgii.
- 1836 – Wielki Trek: w bitwie pod Vegkop Burowie odparli atak ok. 5000 wojowników Ndebele zabijając 430 z nich (według innych danych 184) przy minimalnych stratach własnych w ludziach (2 zabitych), jednak stracili 100 koni, 5000 sztuk bydła i 40 000 owiec i kóz.
- 1849 – Ramón María Narváez został po raz czwarty premierem Hiszpanii.
- 1853 – Przyszły prezydent USA Benjamin Harrison ożenił się z Caroline Scott.
- 1860 – Cesarz Franciszek Józef I wydał Dyplom październikowy reformujący ustrój Cesarstwa Austriackiego.
- 1870 – Covilhã w Portugalii uzyskała prawa miejskie.
- 1880 – Założono Wolny Uniwersytet w Amsterdamie.
- 1883 – Peru i Chile zawarły traktat z Ancón kończący wojnę o Pacyfik.
- 1895 – Zwodowano francuski okręt wojenny „Foudre”.
- 1901 – Uruchomiono komunikację tramwajową w Smoleńsku.
- 1904 – Chile i Boliwia zawarły traktat o pokoju i przyjaźni, który m.in. potwierdzał utratę przez Boliwię dostępu do morza w czasie wojny o Pacyfik.
- 1905 – W Stambule założono klub sportowy Galatasaray SK.
- 1910 – Zwodowano brytyjski transatlantyk „Olympic”, bliźniaczą jednostkę „Titanica”.
- 1917 – Koło Aberdeen w stanie Maryland założono najstarszy amerykański poligon wojskowy Aberdeen Proving Ground.
- 1929 – Założono islandzki klub piłkarski Hafnarfjarðar.
- 1930 – Brytyjski minister ds. Kolonii Sidney Webb opublikował w imieniu rządu tzw. drugą Białą Księgę, która ograniczała napływ żydowskich imigrantów do Palestyny.
- 1932 – Na rosyjskim Dalekim Wschodzie utworzono obwody: kamczacki i amurski.
- 1935 – Została utworzona Kałmucka ASRR.
- 1938 – Została zdelegalizowana Komunistyczna Partia Czechosłowacji (KPCz).
- 1939:
  - Papież Pius XII ogłosił encyklikę Summi Pontificatus.
  - Premiera amerykańskiej komedii filmowej Flip i Flap w Legii Cudzoziemskiej w reżyserii A. Edwarda Sutherlanda.
- 1941: 
  - W ramach akcji odwetowej Niemcy rozstrzelali w dniach 20 i 21 października od 2,8 tys. do 5 tys. mieszkańców serbskiego miasta Kragujevac.
  - W pobliżu wsi Ahrobaza Niemcy rozstrzelali około 8–9 tys. Żydów z Mariupola.
- 1942 – Bitwa o Atlantyk: brytyjski samolot zatopił bombami głębinowymi na południowy zachód od Irlandii niemiecki okręt podwodny U-216 wraz z całą, 45-osobową załogą.
- 1944:
  - Armia Czerwona i jugosłowiańscy partyzanci wkroczyli do Belgradu.
  - Front zachodni: rozpoczęła się operacja „Pheasant”, której celem było wyparcie wojsk niemieckich z holenderskiej prowincji Brabancja Północna.
  - Wojska amerykańskie pod dowództwem gen. Douglasa MacArthura wylądowały na Filipinach (wyspie Leyte).
  - W wojskowym zamachu stanu został obalony prezydent Gwatemali Juan Ponce.
- 1946 – Powstała Portorykańska Partia Niepodległości.
- 1947 – Ustanowiono flagę ONZ.
- 1948 – I wojna izraelsko-arabska: rozpoczęła się bitwa o Beer Szewę.
- 1955:
  - Carmen Dujim z Wenezueli zdobyła w Londynie tytuł Miss World 1955.
  - W Wielkiej Brytanii ukazała się powieść Powrót króla Johna Ronalda Reuela Tolkiena.
- 1961 – W ZSRR przeprowadzono pierwszą w historii udaną próbę wystrzelenia pocisku balistycznego klasy głębina wodna-ziemia, uzbrojonego w głowicę termojądrową.
- 1962 – Wybuchła chińsko-indyjska wojna graniczna.
- 1967 – W Kalifornii po raz pierwszy sfilmowano mityczne zwierzę zwane Wielką Stopą.
- 1968:
  - Była amerykańska pierwsza dama Jacqueline Kennedy wyszła za mąż za greckiego milionera Aristotelisa Onasisa.
  - Podczas XIX Letnich Igrzysk Olimpijskich w Meksyku Amerykanin Dick Fosbury wynikiem 2,24 m zwyciężył w finale konkursu skoku wzwyż, po raz pierwszy stosując rewolucyjną wówczas technikę skoku zwaną flopem.
- 1970:
  - We Włoszech utworzono ugrupowanie terrorystyczne Czerwone Brygady.
  - Wystrzelono radziecką sondę księżycową Zond 8.
- 1971 – Kanclerz RFN Willy Brandt został ogłoszony laureatem Pokojowej Nagrody Nobla.
- 1973 – Otwarto Operę w Sydney.
- 1976 – 16-letni Diego Maradona zadebiutował w pierwszej lidze argentyńskiej w barwach Argentinos Juniors Buenos Aires.
- 1977:
  - W katastrofie samolotu Convair CV-240 w stanie Missisipi zginęło 6 osób, w tym troje członków zespołu Lynyrd Skynyrd, a 20 zostało rannych.
  - W katastrofie śmigłowca Mi-8 podczas próby lądowania w Bratysławie zginęło 5 osób, w tym Viera Husáková, druga żona sekretarza generalnego KPCz i prezydenta Czechosłowacji Gustáva Husáka.
- 1978 – Paul Vanden Boeynants został po raz drugi premierem Belgii.
- 1980:
  - Grecja powróciła do zintegrowanej struktury wojskowej NATO.
  - Ukazał się debiutancki album grupy U2 pt. Boy.
- 1981:
  - Palestyńscy terroryści z organizacji „Czarny Wrzesień“ zdetonowali bombę ukrytą w ciężarówce zaparkowanej w pobliżu Synagogi Holenderskiej w belgijskiej Antwerpii, w wyniku czego zginęły 4 osoby, a 95 zostało rannych.
  - W Nanuet w stanie Nowy Jork 12 członków Czarnej Armii Wyzwolenia (BLA) i Organizacji Komunistycznej 19 Maja napadło na ciężarówkę firmy ochroniarskiej Brink’s, zabijając jednego z ochroniarzy i rabując 1,6 miliona dolarów. Podczas policyjnej obławy zginęło w strzelaninie 2 policjantów, a 4 napastników schwytano.
- 1982 – Po meczu Pucharu UEFA Spartak Moskwa-HFC Haarlem na zatłoczonych i oblodzonych schodach stadionu Łużniki w Moskwie doszło do wybuchu paniki, w wyniku której (wg oficjalnych danych) zginęło 66 osób.
- 1984 – W Monterey w Kalifornii otwarto Monterey Bay Aquarium.
- 1986:
  - 70 osób zginęło w katastrofie samolotu Tu-134 pod Kujbyszewem (Samarą).
  - Icchak Szamir został po raz drugi premierem Izraela.
- 1991 – 25 osób zginęło w wyniku burzy ogniowej na wzgórzach Oakland w Kalifornii. Straty wyniosły 1,5 mld dolarów.
- 1995:
  - Rozpoczęła się misja STS-73 wahadłowca Columbia.
  - W wyniku skandalu korupcyjnego Belg Willy Claes został zmuszony do ustąpienia ze stanowiska sekretarza generalnego NATO.
- 1996 – W Japonii odbyły się przedterminowe wybory parlamentarne.
- 1999 – Abdurrahman Wahid został prezydentem Indonezji.
- 2000 – Po drugiej rundzie toczonego w Detroit pojedynku bokserskiej wagi ciężkiej z Mikiem Tysonem, Andrzej Gołota odmówił kontynuowania walki i zszedł z ringu.
- 2004:
  - Premier Libanu Rafik al-Hariri podał się do dymisji na skutek syryjskich nacisków.
  - Susilo Bambang Yudhoyono został prezydentem Indonezji.
- 2009 – W Nigrze odbyły się zbojkotowane przez opozycję wybory parlamentarne.
- 2011:
  - Baskijska separatystyczna organizacja ETA ogłosiła definitywnie zakończenie podejmowania działań zbrojnych.
  - Wojna domowa w Libii: krótko po schwytaniu przez rebeliantów w rodzinnej Syrcie został zamordowany dyktator Mu’ammar al-Kaddafi.
- 2013:
  - Rządząca Chrześcijańsko-Społeczna Partia Ludowa premiera Jean-Claude’a Junckera wygrała przedterminowe wybory parlamentarne w Luksemburgu.
  - W San Marino odbyło się niewiążące z powodu zbyt niskiej frekwencji referendum dotyczące złożenia wniosku o przystąpienie kraju do Unii Europejskiej i kwestii płac proporcjonalnych do wskaźnika inflacji.
- 2014:
  - Joko Widodo został prezydentem Indonezji.
  - W Niemczech rozpoczęła działalność antyislamska organizacja PEGIDA.
- 2018 – Z Gujańskiego Centrum Kosmicznego została wystrzelona rakieta z europejsko-japońską sondą BepiColombo, przeznaczoną do badań Merkurego.
- 2019 – Zakończył się najdłuższy lot pasażerski w historii trwający 19 godzin i 16 minut, w trakcie którego Dreamliner australijskich linii lotniczych Qantas pokonał trasę z Nowego Jorku do Sydney.
- 2021 – Dotychczasowa gubernator generalna Barbadosu Sandra Mason została wybrana przez parlament na pierwszego w historii prezydenta kraju.

## Urodzili się
- 1435 – Andrea della Robbia, włoski rzeźbiarz (zm. 1525)
- 1463 – Alessandro Achillini, włoski filozof, lekarz (zm. 1512)
- 1475 – Giovanni di Bernardo Rucellai, włoski prozaik, poeta, humanista (zm. 1525)
- 1496 – Klaudiusz de Guise, francuski dowódca wojskowy, książę de Guise (zm. 1550)
- 1540 – Alfonso Gesualdo, włoski duchowny katolicki, arcybiskup Neapolu, kardynał (zm. 1603)
- 1552 – Szymon Rudnicki, polski duchowny katolicki, biskup warmiński, administrator apostolski diecezji sambijskiej, sekretarz wielki koronny (zm. 1621)
- 1554 – Bálint Balassi, węgierski poeta (zm. 1594)
- 1593 – Melchior von Hatzfeldt, austriacki feldmarszałek (zm. 1658)
- 1603 – Simon de Vos, flamandzki malarz (zm. 1676)
- 1606 – Francesco Maria Mancini, włoski kardynał (zm. 1672)
- 1616 – Thomas Bartholin, duński anatom, matematyk, teolog (zm. 1680)
- 1617 – Guillaume de Lamoignon, francuski markiz, prawnik, sędzia parlamentu paryskiego (zm. 1677)
- 1620 – (data chrztu) Aelbert Cuyp, holenderski malarz (zm. 1691)
- 1632 – Christopher Wren, angielski architekt, matematyk, astronom, wykładowca akademicki (zm. 1723)
- 1633 – Antonio Magliabecchi, włoski bibliotekarz, kolekcjoner (zm. 1714)
- 1653 – Georg von Giesche, niemiecki przedsiębiorca (zm. 1716)
- 1677 – Stanisław Leszczyński, król Polski, książę Lotaryngii (zm. 1766)
- 1679:
  - Samuel von Cocceji, niemiecki baron, prawnik (zm. 1755)
  - Franciszek Antoni Kobielski, polski duchowny katolicki, biskup kamieniecki i łucki (zm. 1755)
- 1682 – Maria Krescencja Höss, niemiecka zakonnica, święta (zm. 1744)
- 1704 – Felipe Beltrán, hiszpański duchowny katolicki, biskup Salamanki, generalny inkwizytor Hiszpanii (zm. 1783)
- 1706 – Samuel Wysocki, polski pijar, kaznodzieja (zm. 1771)
- 1713 – Vittorio Filippo Ferrero Fieschi, hiszpański arystokrata, dyplomata (zm. 1777)
- 1714:
  - Christoph Anton von Migazzi, austriacki duchowny katolicki, arcybiskup Wiednia, kardynał (zm. 1803)
  - Rafał Skrzynecki, polski jezuita, historyk, polonista, tłumacz, pedagog (zm. 1788)
- 1719 – Gottfried Achenwall, niemiecki prawnik, historyk (zm. 1772)
- 1729 – Jan Kanty Dunin Wąsowicz, polski szlachcic, wojskowy, urzędnik ziemski (zm. 1827)
- 1733 – Adam Naruszewicz, polski duchowny katolicki, jezuita, biskup smoleński i łucki, historyk, poeta (zm. 1796)
- 1740 – Isabelle de Charrière, holenderska poetka, pisarka (zm. 1805)
- 1746 – Mikołaj Radziwiłł, książę na Kłecku i Ołyce, hrabia szydłowiecki, starosta radoszkowicki, pułkownik wojsk litewskich (zm. 1795)
- 1754 – James Hillhouse, amerykański polityk, senator (zm. 1832)
- 1762 – Anna Maria Erraux, francuska zakonnica, męczennica, święta (zm. 1794)
- 1768 – Teofil Wolicki, polski duchowny katolicki, arcybiskup gnieźnieński i poznański, prymas Polski (zm. 1829)
- 1780 – Paulina Bonaparte, siostra Napoleona (zm. 1825)
- 1784 – Henry Temple, brytyjski arystokrata, polityk, premier Wielkiej Brytanii (zm. 1865)
- 1792 – Colin Campbell, brytyjski arystokrata, marszałek polny (zm. 1863)
- 1793 – Kazan Watanabe, japoński uczony, malarz (zm. 1841)
- 1799 – Heinrich Christian Macklot, niemiecki naturalista, zoolog, podróżnik (zm. 1832)
- 1800 – Jan Kanty Steczkowski, polski matematyk, astronom, wykładowca akademicki (zm. 1881)
- 1802 – Ernst Wilhelm Hengstenberg, niemiecki teolog luterański (zm. 1869)
- 1804 – Fruto Chamorro, nikaraguański polityk, prezydent Nikaragui (zm. 1855)
- 1805 – Gabriel Bibron, francuski zoolog, herpetolog (zm. 1848)
- 1806 – George Newbold Lawrence, amerykański przedsiębiorca, ornitolog amator (zm. 1895)
- 1808:
  - Karl Andree, niemiecki geograf (zm. 1875)
  - Szymon Pisulewski, polski botanik, biolog, zoolog, pedagog (zm. 1859)
- 1811 – Franz von Uchatius, austriacki feldmarszałek, wynalazca (zm. 1881)
- 1812 – Austin Flint, amerykański lekarz (zm. 1886)
- 1817 – Adèle Ferrand, francuska malarka (zm. 1848)
- 1819:
  - Báb, irański działacz religijny, założyciel babizmu (zm. 1850)
  - Daniel Sickles, amerykański generał, polityk, dyplomata, zabójca (zm. 1914)
- 1821 – Michel Carré, francuski librecista (zm. 1872)
- 1822 – Thomas Hughes, brytyjski prawnik, reformator społeczny, pisarz (zm. 1896)
- 1823 – Arnold Ipolyi-Stummer, węgierski duchowny katolicki, biskup bańskobystrzycki, historyk (zm. 1886)
- 1827 – Carl Blumwe, niemiecki przemysłowiec (zm. 1887)
- 1828 – Heinrich Rehm, niemiecki botanik, mikolog, lichenolog (zm. 1916)
- 1829 – Surendra Bikram Shah Dev, król Nepalu (zm. 1881)
- 1832:
  - Anton Romako, austriacki malarz (zm. 1889)
  - Władysław Skłodowski, polski nauczyciel, biolog, publicysta, tłumacz, ojciec Marii (zm. 1902)
- 1836:
  - Marcin Huin, francuski misjonarz, męczennik, święty (zm. 1866)
  - Daniel Owen, walijski pisarz (zm. 1895)
- 1837 – Jan Kormiański, rosyjski duchowny prawosławny, święty (zm. 1917)
- 1838 – Marin Drinow, bułgarski historyk, filolog, wykładowca akademicki (zm. 1906)
- 1839 – Augustus Octavius Bacon, amerykański polityk, senator (zm. 1914)
- 1840 – Désiré-Magloire Bourneville, francuski neurolog (zm. 1909)
- 1841 – Michał Girdwoyń, polski pszczelarz, ichtiolog, inżynier (zm. 1924)
- 1842:
  - Albert Henry Buck, amerykański lekarz (zm. 1922)
  - Oscar Sherman Gifford, amerykański polityk (zm. 1913)
- 1843 – Ewald Hecker, niemiecki psychiatra (zm. 1909)
- 1845 – Delfina Ortega Díaz, meksykańska pierwsza dama (zm. 1880)
- 1846:
  - William MacGregor, brytyjski lekarz, administrator kolonialny (zm. 1919)
  - Władysław Nowicki, polski pisarz, filolog, pedagog (zm. 1918)
- 1847:
  - Oscar Swahn, szwedzki strzelec sportowy (zm. 1927)
  - Fritz Thaulow, norweski malarz (zm. 1906)
- 1850 – Alfons Dunin Borkowski, polski malarz (zm. 1918)
- 1851 – August Schneider, niemiecki prawnik, polityk, burmistrz Katowic (zm. 1929)
- 1854:
  - Alphonse Allais, francuski pisarz, humorysta (zm. 1905)
  - Arthur Rimbaud, francuski poeta (zm. 1891)
- 1855 – Xu Shichang, chiński polityk, premier i prezydent Republiki Chińskiej (zm. 1939)
- 1859 – John Dewey, amerykański filozof, pedagog (zm. 1952)
- 1862 – Friedrich Meinecke, niemiecki historyk (zm. 1954)
- 1866 – Kazimierz Twardowski, polski filozof, logik, psycholog, encyklopedysta, wykładowca akademicki (zm. 1938)
- 1867 – Edmund Zechenter, polski dziennikarz, poeta, nowelista (zm. 1933)
- 1870:
  - Tasker Oddie, amerykański polityk, senator (zm. 1950)
  - Ludwik Tołłoczko, polski inżynier elektryk, polityk (zm. 1957)
- 1873 – Nellie McClung, kanadyjska sufrażystka, pisarka, polityk (zm. 1951)
- 1874 – Charles Ives, amerykański kompozytor (zm. 1954)
- 1876:
  - Józef Albin Herbaczewski, litewsko-polski poeta, dramaturg, tłumacz (zm. 1944)
  - Alexandre Pharamond, francuski rugbysta (zm. 1953)
- 1877 – Arnold Oskar Meyer, niemiecki historyk (zm. 1944)
- 1881:
  - George Snedecor, amerykański matematyk i statystyk (zm. 1974)
  - Stanisław Thiel, polski pułkownik piechoty (zm. 1943)
- 1882:
  - Margaret Dumont, amerykańska aktorka (zm. 1965)
  - Pierre Gaudermen, francuski żeglarz sportowy (zm. 1948)
  - Béla Lugosi, amerykański aktor pochodzenia węgierskiego (zm. 1956)
- 1883:
  - Jan Kanty Gumowski, polski malarz, grafik, rysownik (zm. 1946)
  - Aleksandr Krein, rosyjski kompozytor pochodzenia żydowskiego (zm. 1951)
  - Ada Markowa, polska lekarka położnik, działaczka kobieca (zm. 1963)
- 1884 – Don Stephen Senanayake, cejloński polityk, premier Cejlonu (zm. 1952)
- 1885 – Alaksandr Burbis, białoruski działacz społeczny i polityczny, teatrolog, historyk, etnograf (zm. 1923)
- 1886 – Jan Kanty Lorek, polski duchowny katolicki, biskup sandomierski (zm. 1967)
- 1888:
  - Inajatullah Chan, król Afganistanu (zm. 1946)
  - Sadayoshi Tanabe, japoński superstulatek (zm. 2000)
- 1889 – Suzanne Duchamp, francuska malarka (zm. 1963)
- 1890 – Leonas Bistras, litewski dziennikarz, filozof, polityk, premier Litwy (zm. 1971)
- 1891:
  - James Chadwick, brytyjski fizyk, laureat Nagrody Nobla (zm. 1974)
  - Jomo Kenyatta, kenijski polityk, prezydent Kenii (zm. 1978)
- 1892:
  - Jan Stanisław Bystroń, polski etnolog, socjolog (zm. 1964)
  - Eoin O’Duffy, irlandzki wojskowy, polityk (zm. 1944)
- 1893:
  - Janina Janecka, polska aktorka (zm. 1938)
  - Zygmunt Karwacki, polski podporucznik Legionów Polskich (zm. 1916)
  - Stanisław Krzyżowski, polski podporucznik piechoty, powstaniec śląski, polityk, poseł na Sejm RP, dyrektor banku, redaktor, dyrygent (zm. 1933)
  - Marian Kurleto, polski lekkoatleta, działacz i dziennikarz sportowy (zm. 1940)
- 1894 – Henryk Berlewi, polski malarz, krytyk sztuki (zm. 1967)
- 1895:
  - Rex Ingram, amerykański aktor (zm. 1969)
  - Franciszek Jóźwiak, polski generał dywizji, polityk, działacz komunistyczny, poseł na Sejm PRL, minister kontroli państwowej, wicepremier (zm. 1966)
- 1896 – Jan Sendorek, polski pułkownik pilot (zm. 1932)
- 1898 – Tadeusz Faliszewski, polski piosenkarz, aktor (zm. 1961)
- 1899:
  - Evelyn Brent, amerykańska aktorka (zm. 1975)
  - Bronisław Chruściel, polski generał brygady (zm. 1965)
  - Marian Heitzman, polski filozof, historyk filozofii, wykładowca akademicki, dyplomata, działacz emigracyjny (zm. 1964)
- 1900:
  - Isma’il al-Azhari, sudański polityk, premier i prezydent Sudanu (zm. 1969)
  - Wayne Morse, amerykański polityk, senator (zm. 1974)
  - Yi Pom-sok, południowokoreański polityk, premier Korei Południowej (zm. 1972)
- 1901:
  - Hans-Otto Borgmann, niemiecki kompozytor muzyki filmowej (zm. 1977)
  - Luigi Tasselli, włoski kolarz torowy (zm. 1971)
- 1902:
  - Adam Grünewald, niemiecki funkcjonariusz i zbrodniarz nazistowski (zm. 1945)
  - Felisberto Hernández, urugwajski pisarz, pianista (zm. 1964)
  - Kazimiera Świętochowska, polska harcmistrzyni, działaczka społeczna, polityk, poseł do KRN i na Sejm Ustawodawczy (zm. 1993)
- 1904:
  - Anna Neagle, brytyjska aktorka (zm. 1986)
  - Marian Nixon, amerykańska aktorka (zm. 1983)
  - Siergiej Rudenko, radziecki dowódca wojskowy, marszałek ZSRR (zm. 1990)
- 1905:
  - Armand Carlsen, norweski łyżwiarz szybki, kolarz torowy (zm. 1969)
  - Helena Kamińska, polska historyk, działaczka komunistyczna (zm. 1998)
  - Edward Kuczyński, polski grafik, ilustrator książek, projektant znaczków, twórca ekslibrisów (zm. 1958)
- 1906:
  - Piotr Dudziec, polski duchowny katolicki, biskup pomocniczy płoccy (zm. 1970)
  - August Meuleman, belgijski kolarz torowy i szosowy (zm. 2000)
  - Fiodor Połynin, radziecki generał pułkownik lotnictwa (zm. 1981)
  - Arturo Torres, chilijski piłkarz, bramkarz, trener (zm. 1987)
  - Nikołaj Trusow, radziecki generał porucznik (zm. 1985)
  - Winifred Watson, brytyjska pisarka (zm. 2002)
- 1907:
  - Christopher Caudwell, brytyjski marksista, myśliciel, prozaik, poeta (zm. 1937)
  - Augustyn Józef Czartoryski, polski książę (zm. 1946)
  - Arlene Francis, amerykańska aktorka (zm. 2001)
  - Jan Lech, polski major (zm. 1944)
- 1908:
  - Stuart Hamblen, amerykański piosenkarz country, aktor (zm. 1989)
  - Lidia Uszkiewicz, polska psychiatra (zm. 1981)
- 1909:
  - Monique Haas, francuska pianistka (zm. 1987)
  - Antoni Kiliński, polski cybernetyk (zm. 1989)
  - Carla Laemmle, amerykańska aktorka (zm. 2014)
- 1910:
  - Danica Antić, serbska malarka (zm. 1989)
  - Irena Górska-Damięcka, polska aktorka, reżyserka teatralna (zm. 2008)
- 1911 – Will Rogers Jr., amerykański polityk (zm. 1993)
- 1912:
  - Henryk Hermanowicz, polski fotografik (zm. 1992)
  - Karol Koszela, polski aktor (zm. 1978)
  - Józef Rybiński, polski pisarz, dziennikarz, publicysta (zm. 1986)
- 1913:
  - Irena Brzustowska, polska koszykarka, siatkarka (zm. 1999)
  - Grandpa Jones, amerykański piosenkarz country (zm. 1998)
- 1914:
  - Pauli Janhonen, fiński strzelec sportowy (zm. 2007)
  - Mario Luzi, włoski poeta (zm. 2005)
- 1915 – Jadwiga Dylik, polska nauczycielka, harcmistrzyni, działaczka polskiego podziemia (zm. 1943)[5]
- 1916 – Henryk Poznański, polski kapral, żołnierz AK, uczestnik powstania warszawskiego pochodzenia żydowskiego (zm. 1944)
- 1917:
  - Stéphane Hessel, francuski pisarz, dyplomata pochodzenia żydowskiego (zm. 2013)
  - Jean-Pierre Melville, francuski reżyser i scenarzysta filmowy (zm. 1973)
- 1918 – Erwin Ballabio, szwajcarski piłkarz, bramkarz, trener (zm. 2008)
- 1919:
  - Tracy Hall, amerykański fizykochemik, wynalazca, przedsiębiorca (zm. 2008)
  - Mustaj Karim, baszkirski poeta, prozaik, dramaturg (zm. 2005)
  - Mariano Martín, hiszpański piłkarz (zm. 1998)
- 1920:
  - Janet Jagan, gujańska polityk, prezydent Gujany (zm. 2009)
  - Irena Kempówna, polska szybowniczka (zm. 2002)
  - Shyam Nandan Mishra, indyjski polityk (zm. 2004)
  - Veerasamy Ringadoo, maurytyjski polityk, prezydent Mauritiusa (zm. 2000)
  - Fanny de Sivers, estońska eseistka (zm. 2011)
- 1921:
  - Manny Ayulo, amerykański kierowca wyścigowy (zm. 1955)
  - Stefan Morawski, polski filozof, historyk estetyki (zm. 2004)
- 1922:
  - Tadeusz Maklakiewicz, polski kompozytor, prawnik, pedagog (zm. 1996)
  - Roman Orłow, polski malarz, kompozytor (zm. 2017)
- 1923:
  - V.S. Achuthanandan, indyjski polityk, premier stanu Kerala (zm. 2025)
  - Robert Craft, amerykański dyrygent, publicysta muzyczny (zm. 2015)
  - Jerzy Stefan Kowalczyk, polski chemik, wykładowca akademicki (zm. 2006)
  - Otfried Preussler, niemiecki autor literatury dziecięcej (zm. 2013)
- 1924:
  - Friaça, brazylijski piłkarz (zm. 2009)
  - Mária Kövi-Zalai, węgierska gimnastyczka (zm. 2013)
  - Jarosław Ładosz, polski filozof-marksista, logik (zm. 1997)
- 1925:
  - Art Buchwald, amerykański satyryk (zm. 2007)
  - Tom Dowd, amerykański inżynier dźwięku, producent muzyczny (zm. 2002)
  - Irena Grygolunas, polska dziennikarka, autorka tekstów piosenek (zm. 2005)
  - Roger Hanin, francuski aktor, reżyser filmowy (zm. 2015)
  - Konrad Wolf, niemiecki reżyser filmowy (zm. 1982)
- 1926:
  - Edward Douglas-Scott-Montagu, brytyjski arystokrata, polityk (zm. 2015)
  - Ursula Happe, niemiecka pływaczka (zm. 2021)
  - Wsiewołod Murachowski, radziecki polityk (zm. 2017)
  - Teresa Rabska, polska prawnik (zm. 2018)
  - Andrzej Waligórski, polski aktor, dziennikarz, poeta, satyryk, autor tekstów piosenek (zm. 1992)
- 1927:
  - James Blaut, amerykański antropolog, geograf (zm. 2000)
  - Abel Santamaría, kubański rewolucjonista (zm. 1953)
- 1928:
  - Zoltán Adamik, węgierski lekkoatleta, sprinter (zm. 1992)
  - Stanisław Bulkiewicz, polski numizmatyk (zm. 2015)
  - Josef Krawina, austriacki architekt (zm. 2018)
  - Li Peng, chiński polityk komunistyczny, premier ChRL (zm. 2019)
  - Giuseppe Pittau, włoski duchowny katolicki, arcybiskup (zm. 2014)
- 1929:
  - (lub 1930) Ch’oe Yŏng Rim, północnokoreański polityk, premier Korei Północnej
  - Zbigniew Leoński, polski prawnik (zm. 2006)
  - Alfons Niklas, polski lekkoatleta, młociarz
  - Regina Tyszkiewicz, białoruska matematyk (zm. 2019)
- 1930:
  - Aleksandr Mielnikow, radziecki polityk (zm. 2011)
  - Tyberij Popowicz, ukraiński piłkarz, trener (zm. 2008)
  - Jan Stefan Przyłuski, polski chemik, wynalazca, wykładowca akademicki (zm. 1998)
- 1931:
  - Zeke Bratkowski, amerykański futbolista pochodzenia polskiego (zm. 2019)
  - Hana Hegerová, czeska aktorka, piosenkarka pochodzenia słowackiego (zm. 2021)
  - Irena Majchrowicz, polska entomolog, mykolog, wykładowczyni akademicka (zm. 2021)
  - Mickey Mantle, amerykański baseballista (zm. 1995)
  - Pak Wanso, południowokoreańska pisarka (zm. 2011)
  - Hans Waldenfels, niemiecki jezuita, teolog (zm. 2023)
  - Halina Wiśniewska, polska filolog, wykładowczyni akademicka (zm. 2018)
- 1932:
  - Janina Baster-Sors, polska pianistka, pedagog
  - Alicja Irena Breymeyer, polska ekolog, profesor nauk przyrodniczych (zm. 2015)
  - William Christopher, amerykański aktor (zm. 2016)
  - Zbigniew Harbuz, polski historyk, dokumentalista (zm. 2024)
  - Michael McClure, amerykański poeta, prozaik, dramaturg, autor tekstów piosenek (zm. 2020)
  - Jerzy Prażmowski, polski aktor (zm. 1983)
- 1933:
  - William Eteki Mboumoua, kameruński dyplomata, polityk (zm. 2016)
  - Marija Ujević-Galetović, chorwacka rzeźbiarka (zm. 2023)
- 1934:
  - Choo Hoey, singapurski dyrygent (zm. 2025)
  - Eddie Harris, amerykański muzyk jazzowy (zm. 1996)
  - Mary Peach, brytyjska aktorka (zm. 2025)
  - Anna Rak-Kaszanits, polska malarka, dziennikarka, esperantystka (zm. 2014)
  - Michiko Shōda, cesarzowa Japonii
- 1935:
  - Víctor Benítez, peruwiański piłkarz (zm. 2022)
  - Fabio Cudicini, włoski piłkarz (zm. 2025)
  - Feim Ibrahimi, albański kompozytor (zm. 1997)
  - Jerry Orbach, amerykański aktor (zm. 2004)
- 1936:
  - Ivan Grubišić, chorwacki duchowny katolicki, teolog, filozof (zm. 2017)
  - Daniel S. Kemp, amerykański chemik (zm. 2020)
- 1937:
  - Wanda Jackson, amerykańska piosenkarka
  - Ireneusz Jan Kamiński, polski historyk sztuki, publicysta (zm. 2025)
  - Mario Rodríguez, argentyński piłkarz (zm. 2015)
- 1938:
  - Gieorgij Firticz, rosyjski kompozytor (zm. 2016)
  - Iain MacMillan, brytyjski fotograf (zm. 2006)
  - Janusz Popławski, polski gitarzysta, członek zespołu Niebiesko-Czarni (zm. 2004)
- 1939:
  - Jan Blinowski, polski fizyk teoretyk, wykładowca akademicki (zm. 2002)
  - Dorota Jamroz, polska zootechnik, wykładowczyni akademicka
  - Edward Popiołek, polski inżynier, specjalista geodezji górniczej, pilot szybowcowy i sportowy pilot samolotowy
  - Daniel Prévost, francuski aktor, komik
- 1940:
  - Augustín Bačinský, słowacki duchowny starokatolicki, arcybiskup, patriarcha i przewodniczący Światowej Rady Narodowych Kościołów Katolickich (zm. 2021)
  - Wiktor Barannikow, rosyjski generał, polityk (zm. 1995)
  - Eugeniusz Kielek, polski działacz związkowy, polityk, poseł na Sejm RP
  - Premjit Lall, indyjski tenisista (zm. 2008)
  - Nikita Mandryka, francuski rysownik prasowy i komiksowy (zm. 2021)
  - Li Zhaoxing, chiński polityk, dyplomata
  - Edward Mikołajczyk, polski dziennikarz (zm. 2020)
  - Jiftach Spektor, izraelski generał pilot, as myśliwski
- 1941:
  - Elson Iazegi Beyruth, brazylijski piłkarz (zm. 2012)
  - Janez Kocijančič, słoweński prawnik, działacz sportowy, polityk (zm. 2020)
  - Mike Murphy, irlandzki dziennikarz i prezenter telewizyjny, konferansjer
  - Lucio Stanca, włoski ekonomista, menedżer, polityk
- 1942:
  - Earl Hindman, amerykański aktor (zm. 2003)
  - Christiane Nüsslein-Volhard, niemiecka biolog, laureatka Nagrody Nobla
  - Bart Zoet, holenderski kolarz szosowy i torowy (zm. 1992)
- 1943:
  - Franca Afegbua, nigeryjska fryzjerka i polityczka (zm. 2023)
  - Mirosława Masłowska, polska chirurg dziecięca, działaczka samorządowa, polityk, poseł na Sejm RP (zm. 2023)
  - Elżbieta Sikora, polska kompozytorka
  - Aroldo Spadoni, włoski kolarz torowy i szosowy
  - Aleksandr Stierligow, rosyjski generał-major, polityk
  - Devon Wilson, amerykańska groupie (zm. 1971)
- 1944:
  - Raoul Lambert, belgijski piłkarz
  - Jair Picerni, brazylijski piłkarz, trener
- 1945:
  - Romeo Benetti, włoski piłkarz
  - Claes-Göran Hederström, szwedzki piosenkarz (zm. 2022)
  - Ric Lee, brytyjski perkusista, członek zespołu Ten Years After
  - Irena Woźniacka, polska piosenkarka (zm. 2023)
  - Adam Wykręt, polski przedsiębiorca, polityk, poseł na Sejm RP
- 1946:
  - Bob Biggins, amerykański polityk
  - Elfriede Jelinek, austriacka pisarka, feministka, laureatka Nagrody Nobla
  - Wiesława Lech, polska gimnastyczka
  - Lucien Van Impe, belgijski kolarz szosowy
  - Pierfranco Vianelli, włoski kolarz szosowy
- 1947:
  - Angela Brambati, włoska wokalistka, członkini zespołu Ricchi e Poveri
  - Helena Góralska, polska ekonomistka, polityk, poseł na Sejm RP (zm. 2004)
  - Mamadou Keïta, malijski piłkarz, bramkarz, trener (zm. 2008)
  - Teresa Miszkin, polska malarka, pedagog (zm. 2024)
  - Stanisław Nawrocki, polski poeta
- 1948:
  - Alice Annum, ghańska lekkoatletka, sprinterka i skoczkini w dal
  - Piet Hein Donner, holenderski polityk
  - Manfred Schöndorfer, niemiecki zapaśnik
- 1949:
  - Craig R. Baxley, amerykański aktor, kaskader, reżyser filmowy i telewizyjny
  - Wałerij Borzow, ukraiński lekkoatleta, sprinter
  - Ernie Campbell, australijski piłkarz
  - Wayne Collett, amerykański lekkoatleta, sprinter (zm. 2010)
  - George Harris, brytyjski aktor
  - James Michael Harvey, amerykański kardynał
  - Roger Kitter, brytyjski aktor (zm. 2015)
  - Urszula Krupa, polska anestezjolog, dziennikarka, polityk, poseł na Sejm RP, eurodeputowana
  - Enrique Scalabroni, argentyński inżynier i projektant wyścigowy
  - Dieter Schneider, niemiecki piłkarz, bramkarz
  - Andriej Surajkin, rosyjski łyżwiarz figurowy (zm. 2006)
  - Péter Vépi, węgierski piłkarz
- 1950:
  - Chris Cannon, amerykański polityk (zm. 2024)
  - Jorge Carlos Fonseca, kabowerdyjski polityk, prezydent Republiki Zielonego Przylądka
  - Tom Petty, amerykański gitarzysta, wokalista, kompozytor, autor tekstów, członek zespołów: Tom Petty and the Heartbreakers i Traveling Wilburys (zm. 2017)
- 1951:
  - Mohamed Ahmed Alin, somalijski polityk, prezydent Galmudugu (zm. 2023)
  - Hans-Georg Aschenbach, niemiecki skoczek narciarski
  - Tony Bettenhausen Jr., amerykański kierowca wyścigowy (zm. 2000)
  - Jerzy Daniło, polski piłkarz, trener (zm. 2024)
  - Ken Ham, amerykański kreacjonista młodej Ziemi
  - Tymoteusz (Jowanowski), macedoński biskup prawosławny, metropolita debarski i kiczewski (zm. 2024)
  - Witold Karaś, polski piłkarz, trener
  - Alma Muriel, meksykańska aktorka (zm. 2014)
  - Leif Pagrotsky, szwedzki ekonomista, polityk
  - Eliot Pattison, amerykański prawnik, pisarz
  - Claudio Ranieri, włoski piłkarz, trener
- 1952:
  - Dalja Icik, izraelska polityk
  - Angelika Noack, niemiecka wioślarka
  - Linus Okok Okwach, kenijski duchowny katolicki, biskup Homa Bay (zm. 2020)
  - Josef Váňa, czeski dżokej
- 1953:
  - Mike Bidlo, amerykański malarz, rzeźbiarz, performer
  - Lindalwa Justo de Oliveira, brazylijska szarytka, męczennica, błogosławiona (zm. 1993)
  - Phil Kennemore, amerykański muzyk, basista, wokalista, członek zespołu Y&T (zm. 2011)
  - Jerzy Pistelok, polski polityk, poseł na Sejm RP
- 1954:
  - Dmitrij Bułgakow, rosyjski generał armii, polityk
  - Edward Fedko, polski polityk, samorządowiec, burmistrz Trzciela, wicemarszałek województwa lubuskiego
  - César Daniel Fernández, argentyński duchowny katolicki, biskup Jujuy
  - James Haines, amerykański zapaśnik
  - Jan Jurewicz, polski aktor
  - Nonka Matowa, bułgarska strzelczyni sportowa
- 1955:
  - Kurt Aebli, szwajcarski pisarz
  - Marc Cerboni, francuski florecista (zm. 1990)
  - Thomas Newman, amerykański kompozytor muzyki filmowej
  - Aaron Pryor, amerykański bokser (zm. 2016)
  - Magdalena Tulli, polska pisarka, tłumaczka
  - Sheldon Whitehouse, amerykański prawnik, polityk, senator
- 1956:
  - Danny Boyle, brytyjski reżyser filmowy
  - Krzysztof Gosztyła, polski aktor
  - Iwan Hamalij, ukraiński piłkarz (zm. 2022)
- 1957:
  - Anouar Brahem, tunezyjski muzyk folkowy i jazzowy
  - Chris Cowdrey, angielski krykiecista
  - Enczo Danaiłow, bułgarski aktor, prezenter telewizyjny, pisarz
  - Andrzej Dziadek, polski kompozytor
  - Emily O’Reilly, irlandzka dziennikarka, irlandzki i europejski rzecznik praw obywatelskich
  - Hilda Solis, amerykańska polityk
- 1958:
  - Lynn Flewelling, amerykańska pisarka fantasy
  - Louis Giscard d’Estaing, francuski polityk
  - Stein Gran, norweski piłkarz
  - Scott Hall, amerykański wrestler (zm. 2022)
  - Mark King, brytyjski basista, członek zespołu Level 42
  - Aletta van Manen, holenderska hokeistka na trawie
  - Viggo Mortensen, amerykański aktor pochodzenia duńskiego
  - Ivo Pogorelić, chorwacki pianista
- 1959:
  - Andreas Ehrig, niemiecki łyżwiarz szybki
  - Alaksandr Hołownia, białoruski piłkarz
  - Fabienne Keller, francuska urzędniczka, działaczka samorządowa, polityk
  - Sandra Le Poole, holenderska hokeistka na trawie
  - Jonasz (Paffhausen), amerykański duchowny prawosławny pochodzenia niemieckiego, zwierzchnik Kościoła prawosławnego w Ameryce
  - Henning Thorsen, duński trójboista siłowy, strongman
- 1960:
  - Lepa Brena, bośniacka piosenkarka, aktorka
  - Ryszard Faszyński, polski polityk, poseł na Sejm RP
  - Peter G. Fitzgerald, amerykański prawnik, polityk, senator
  - Krzysztof Wójcik, polski siatkarz, trener
- 1961:
  - Kate Mosse, brytyjska pisarka
  - Ian Rush, walijski piłkarz
  - Les Stroud, kanadyjski muzyk, reżyser filmowy
- 1962:
  - Anatolij Chrapaty, kazachski sztangista (zm. 2008)
  - Martin Šulík, słowacki reżyser filmowy
  - Jens Veggerby, duński kolarz torowy i szosowy
- 1963:
  - Siniša Gogić, cypryjski piłkarz pochodzenia serbskiego
  - Iurie Leancă, mołdawski polityk, premier Mołdawii
  - Julie Payette, kanadyjska astronautka, polityk, gubernator generalna Kanady
  - Stan Valckx, holenderski piłkarz
- 1964:
  - Kamala Harris, amerykańska prawnik, polityk, senator, wiceprezydent USA pochodzenia hindusko-jamajskiego
  - Wałerija Hontarewa, ukraińska ekonomistka, prezes Narodowego Banku Ukrainy
  - Petra Procházková, czeska dziennikarka, korespondentka wojenna
  - Bogusław Turek, polski duchowny i teolog katolicki
  - Tomoko Yamaguchi, japońska aktorka
- 1965:
  - Franck Durix, francuski piłkarz
  - Vicente Engonga, hiszpański piłkarz, trener pochodzenia gwinejskiego
  - Carlos Iturgaiz Angulo, hiszpański pedagog, samorządowiec, polityk, eurodeputowany narodowości baskijskiej
  - Susan Lalić, brytyjska szachistka
  - Amos Mansdorf, izraelski tenisista
  - Andriej Moch, rosyjski piłkarz
  - Stefano Pioli, włoski piłkarz, trener
  - Michaił Sztalenkow, rosyjski hokeista, bramkarz, trener
  - William Zabka, amerykański zawodnik sportów walki, aktor, scenarzysta, reżyser i producent filmowy
- 1966:
  - Ireneusz Machnicki, polski aktor
  - Stefan Raab, niemiecki prezenter telewizyjny
  - Monika Sajko-Gradowska, polska scenograf, kostiumolog
  - Greg Wrangler, amerykański aktor
  - Abu Musab az-Zarkawi, jordański terrorysta (zm. 2006)
- 1967:
  - Ted Chiang, amerykański pisarz science fiction
  - Anna Kadulska, polska aktorka
  - Luigi Lo Cascio, włoski aktor
  - Andrej Hiro, białoruski urzędnik państwowy, dyplomata (zm. 2015)
  - Luck Mervil, haitańsko-kanadyjski aktor, piosenkarz, kompozytor
- 1968 – Jonathan Akpoborie, nigeryjski piłkarz
- 1969:
  - Juan González, portorykański baseballista
  - Driss Maazouzi, francuski lekkoatleta, średniodystansowiec pochodzenia marokańskiego
  - David Macaire, francuski duchowny katolicki, arcybiskup Fort-de-France
  - Helman Mkhalele, południowoafrykański piłkarz
  - Lambros Papakostas, grecki lekkoatleta, skoczek wzwyż
  - Guillermo Pérez Roldán, argentyński tenisista
  - Kim Suominen, fiński piłkarz (zm. 2021)
- 1970:
  - Gaidis Bērziņš, łotewski prawnik, polityk
  - Sander Boschker, holenderski piłkarz, bramkarz
  - Anne Delvaux, belgijska i walońska dziennikarka, polityk, eurodeputowana
  - Chavo Guerrero Jr., amerykański wrestler pochodzenia meksykańskiego
  - Serge Maguy, iworyjski piłkarz
  - Taj McWilliams-Franklin, amerykańska koszykarka
  - Tiger Mask IV, japoński wrestler
- 1971:
  - Eddie Jones, amerykański koszykarz
  - Dannii Minogue, australijska piosenkarka, kompozytorka, aktorka
  - Kimberly Po, amerykańska tenisistka
  - Aleksandar Popović, serbski nauczyciel, polityk
  - Snoop Dogg, amerykański raper
- 1972:
  - Dmitrij Aleniczew, rosyjski piłkarz, polityk
  - Dorte Jensen, duńska żeglarka sportowa
  - Brian Schatz, amerykański polityk, senator
  - Thomas Thorninger, duński piłkarz
- 1973:
  - Nassima Ben Hamouda, algierska siatkarka
  - Jane Hall, brytyjska wioślarka
  - Gian Pyres, brytyjski gitarzysta, kompozytor
- 1974:
  - Gonzalo Galindo, boliwijski piłkarz
  - Mohammad Sidique Khan, brytyjski terrorysta pochodzenia pakistańskiego (zm. 2005)
  - Limmy, szkocki komik, aktor, reżyser, animator
  - Jaroslav Plesl, czeski aktor
- 1975:
  - Piotr Guział, polski polityk, samorządowiec
  - Nadine Kleinert, niemiecka lekkoatletka, kulomiotka
  - Marzena Michalska, polska lekkoatletka, biegaczka długodystansowa
  - Slimane Raho, algierski piłkarz
- 1976:
  - Fabio Bazzani, włoski piłkarz
  - Petr Dlask, czeski kolarz przełajowy
  - Ada Fijał, polska aktorka, piosenkarka
  - Nicola Legrottaglie, włoski piłkarz
  - Vanessa Menga, brazylijska tenisistka
  - Antoni (Prostichin), rosyjski biskup prawosławny
  - Miguel Rebosio, peruwiański piłkarz
- 1977:
  - Simon Emil Ammitzbøll, duński polityk
  - Ricky Bower, amerykański snowboardzista
  - Mariusz Cendrowski, polski bokser
  - Hun Manet, kambodżański polityk, premier Kambodży
  - Erko Saviauk, estoński piłkarz
  - Sam Witwer, amerykański aktor
  - Yu Shumei, chińska biathlonistka
- 1978:
  - George Abbey, nigeryjski piłkarz
  - Geert Cirkel, holenderski wioślarz
  - Venke Knutson, norweska piosenkarka
  - Mike Levin, amerykański polityk, kongresman
  - Svatoslav Ton, czeski lekkoatleta, skoczek wzwyż
- 1979:
  - Baba Adamu, ghański piłkarz
  - Fidelis Gadzama, nigeryjski lekkoatleta, sprinter
  - Paul Ifill, barbadoski piłkarz
  - John Krasinski, amerykański aktor, reżyser, scenarzysta i producent filmowy pochodzenia polskiego
  - Hassan Mostafa, egipski piłkarz
  - Paul O’Connell, irlandzki rugbysta
  - Wilber Sánchez, nikaraguański piłkarz
  - Katharina Schüttler, niemiecka aktorka
  - Guðmundur Steinarsson, islandzki piłkarz
- 1980:
  - Natālija Čakova, łotewska lekkoatletka, tyczkarka
  - Fabrice Jeannet, francuski szpadzista
  - Marek Krejčí, słowacki piłkarz (zm. 2007)
  - Darko Maletić, bośniacki piłkarz
  - Isabelle Sambou, senegalska zapaśniczka
  - Patrik Sinkewitz, niemiecki kolarz szosowy
- 1981:
  - Stefan Nystrand, szwedzki pływak
  - Dimitris Papadopulos, grecki piłkarz
- 1982:
  - José Acasuso, argentyński tenisista
  - Ahmad Al-e Name, irański piłkarz
  - Kristian Bak Nielsen, duński piłkarz
  - Dmitrij Boczarow, rosyjski szachista
  - Katie Featherston, amerykańska aktorka
  - Wojciech Łobodziński, polski piłkarz
- 1983:
  - Julija Bejhelzimer, ukraińska tenisistka
  - Flavio Cipolla, włoski tenisista
  - Sheree Francis, jamajska lekkoatletka, skoczkini wzwyż
  - Stephan Hocke, niemiecki skoczek narciarski
  - Luis Saritama, ekwadorski piłkarz
  - Alona Tal, amerykańska aktorka
- 1984:
  - Leslie Coutterand, francuska aktorka, modelka
  - Mitch Lucker, amerykański muzyk, wokalista, członek zespołu Suicide Silence (zm. 2012)
  - Justyna Mudy, polska lekkoatletka, biegaczka długodystansowa
  - Wazgien Safarjanc, białoruski bokser pochodzenia ormiańskiego
  - Florent Sinama-Pongolle, francuski piłkarz
- 1985:
  - Żana Bergendorff, bułgarska piosenkarka, autorka tekstów
  - Jennifer Freeman, amerykańska aktorka
  - Sa’id Maruf, irański siatkarz
  - Mike Perez, kubański bokser
- 1986:
  - Ryan Bedford, amerykański łyżwiarz szybki, specjalista short tracku
  - Jillian Gallays, kanadyjska zapaśniczka
  - Weronika Gawlik, polska piłkarka ręczna
  - Laura Larsen-Strecker, amerykańska wioślarka
  - Paweł Lewandowski, polski politolog, urzędnik państwowy
- 1987:
  - Erik Marquardt, niemiecki fotoreporter, polityk, eurodeputowany
  - Deresse Mekonnen, etiopski lekkoatleta, średniodystansowiec
  - Anele Ngcongca, południowoafrykański piłkarz
  - Pawieł Walentienko, rosyjski hokeista, trener
- 1988:
  - Natalia Czerwonka, polska łyżwiarka szybka
  - Ma Long, chiński tenisista stołowy
  - Francena McCorory, amerykańska lekkoatletka, sprinterka
  - Risa Niigaki, japońska piosenkarka, aktorka
  - Camila de Paula Brait, brazylijska siatkarka
  - Candice Swanepoel, południowoafrykańska modelka
- 1989:
  - Mare Dibaba, etiopska lekkoatletka, biegaczka długodystansowa
  - Dennis Diekmeier, niemiecki piłkarz
  - Simson Exumé, haitański piłkarz
  - Lamine Gassama, senegalski piłkarz
  - Jess Glynne, amerykańska piosenkarka
  - Damian Kabat, polski lekkoatleta, biegacz długodystansowy
  - Kelly Murphy, amerykańska siatkarka
  - Iwona Prędecka, polska pływaczka
  - Yanina Wickmayer, belgijska tenisistka
  - Colin Wilson, amerykański hokeista
- 1990:
  - Alban Pnishi, kosowski piłkarz
  - Qi Guangpu, chiński narciarz dowolny
  - Ewa Ścieszko, polska pływaczka
- 1991:
  - Serghei Gheorghiev, mołdawski piłkarz
  - Zulfahmi Khairuddin, malezyjski motocyklista wyścigowy
  - Mitchell Marsh, australijski krykiecista
  - Karla Ortiz, peruwiańska siatkarka
- 1992:
  - Mattia De Sciglio, włoski piłkarz
  - Rodney Hood, amerykański koszykarz
  - Kristian Ipsen, amerykański skoczek do wody
  - Mohamed Konaté, malijski piłkarz
  - Ksienija Siemionowa, rosyjska gimnastyczka
  - Kayla Thornton, amerykańska koszykarka
  - Joshua Titima, zambijski piłkarz, bramkarz
  - Kyle Wiltjer, kanadyjsko-amerykański koszykarz
- 1993:
  - Ana Paula Borgo, brazylijska siatkarka (zm. 2023)
  - Cătălin Carp, mołdawski piłkarz
  - Ana Poček, czarnogórska koszykarka
  - Arleta Podolak, polska judoczka
  - Rossella Ratto, włoska kolarka szosowa
  - Inna Szkurina, kazachska siatkarka
- 1994:
  - José Contreras, wenezuelski piłkarz, bramkarz
  - Andrzej Filończyk, polski śpiewak operowy (baryton)
  - Səmra Rəhimli, azerska piosenkarka
- 1995:
  - Sigrid Koizar, austriacka koszykarka
  - Fabio Balaso, włoski siatkarz
  - Ahmed Doozandeh, katarski piłkarz
  - Irina Woronkowa, rosyjska siatkarka
- 1996 – Masako Furuichi, japońska zapaśniczka
- 1997:
  - Ademola Lookman, angielski piłkarz pochodzenia nigeryjskiego
  - Nguyễn Tiến Linh, wietnamski piłkarz
  - Andriej Rublow, rosyjski tenisista
- 1998 – Younn Zahary, komoryjski piłkarz
- 1999:
  - Darius Days, amerykański koszykarz
  - Javon Freeman-Liberty, amerykański koszykarz
  - Emanuil Karalis, grecki lekkoatleta, tyczkarz
  - YoungBoy Never Broke Again, amerykański raper, autor tekstów
- 2000 – Tomasz Pilch, polski skoczek narciarski
- 2001:
  - Jeorjos Kujumtsidis, grecki zapaśnik
  - Nasir Faris Sajjid, egipski zapaśnik
- 2002:
  - Gage Brown, amerykański łyżwiarz figurowy
  - Yeremi Pino, hiszpański piłkarz
  - Francisco Vallecillo, nikaraguański piłkarz
- 2003:
  - Carney Chukwuemeka, angielski piłkarz pochodzenia nigeryjskiego
  - Carlos Fuentes, gwatemalski zapaśnik
  - Isaías Violante, meksykański piłkarz

## Zmarli
- 460 – Atena Eudokia, cesarzowa bizantyńska (ur. 401)
- 740 – Akka, angielski biskup, święty (ur. ok. 660)
- 837 – Hugo I Trwożliwy, hrabia Sundgau i Tours (ur. ?)
- 1138 – Henryk X Pyszny, książę Bawarii i Saksonii (ur. 1102 lub 08)
- 1187 – Urban III, papież (ur. ok. 1120)
- 1291 – Werner, niemiecki duchowny katolicki, biskup chełmiński (ur. ?)
- 1401 – Klaus Störtebeker, niemiecki pirat (ur. 1360)
- 1409 – Jakub Strzemię, polski duchowny katolicki, arcybiskup halicki, błogosławiony (ur. 1340)
- 1438 – Jacopo della Quercia, włoski rzeźbiarz (ur. ok. 1367)
- 1439 – Ambrogio Traversari, włoski zakonnik, teolog, humanista (ur. 1386)
- 1493 – Giovanni Conti, włoski kardynał (ur. 1414)
- 1498 – Davud Pasza, osmański generał, wielki wezyr pochodzenia albańskiego (ur. ?)
- 1524 – Thomas Linacre, angielski lekarz, humanista (ur. ok. 1460)
- 1563 – Pankraz Labenwolf, niemiecki ludwisarz (ur. 1492)
- 1570:
  - João de Barros, portugalski pisarz, historyk (ur. 1496)
  - Francesco Laparelli, włoski architekt, inżynier wojskowy (ur. 1521)
- 1631 – Michael Maestlin, niemiecki matematyk, astronom, wykładowca akademicki (ur. 1550)
- 1660 – Claude Deruet, francuski malarz (ur. ok. 1588)
- 1707 – Hendrik Dubbels, holenderski malarz (ur. 1621)
- 1713 – Archibald Pitcairne, szkocki lekarz, matematyk, filozof, poeta, dramaturg, jakobita (ur. 1652)
- 1715 – Meinrad II, książę Hohenzollern-Sigmaringen (ur. 1673)
- 1729 – Krzysztof Lubieniecki, polski malarz (ur. 1659)
- 1740 – Karol VI Habsburg, cesarz rzymski (ur. 1685)
- 1748 – Kazimierz Stanisław Stecki, polski szlachcic, polityk (ur. ?)
- 1753 – Georg Dietloff von Arnim-Boitzenburg, pruski prawnik, polityk (ur. 1679)
- 1757 – Antoni, infant portugalski (ur. 1695)
- 1770 – Lorenzo Bellotto, włoski malarz (ur. 1744)
- 1794 – James Adam, szkocki architekt, projektant mebli (ur. 1732)
- 1797 – Klemens Chodykiewicz, polski kaznodzieja, pisarz religijny, hagiograf, historyk (ur. 1715)
- 1798 – Joshua Seney, amerykański prawnik, rolnik, polityk (ur. 1756)
- 1799 – James Iredell, amerykański prawnik (ur. 1751)
- 1800 – Charles Coote, brytyjski arystokrata, polityk (ur. 1738)
- 1803 – Ignacy Filipecki, polski kapucyn, kaznodzieja, pedagog (ur. 1742)
- 1804 – William FitzGerald, brytyjski arystokrata, polityk pochodzenia irlandzkiego (ur. 1749)
- 1811 – Platon (Lubarski), rosyjski biskup prawosławny (ur. ?)
- 1813 – Roch Kossowski, polski szlachcic, polityk (ur. 1737)
- 1816 – Solomon Spalding, amerykański kaznodzieja, pisarz (ur. 1761)
- 1820 – Aleksander Linowski, polski szlachcic, polityk, sędzia, pisarz polityczny, publicysta, mówca (ur. ok. 1760)
- 1821 – Félix de Azara, hiszpański inżynier wojskowy, przyrodnik (ur. 1742)
- 1831 – Juraj Rohoň, słowacki kaznodzieja, pisarz, folklorysta (ur. 1773)
- 1835 – Barthélemy Bruguière, francuski duchowny katolicki, misjonarz, biskup, pierwszy wikariusz apostolski Korei (ur. 1792)
- 1846:
  - Ludwik Kosicki, polski historyk, pedagog (ur. 1793)
  - Machambet Utemisow, kazachski poeta, jeden z przywódców powstania kazachskiego (ur. 1804)
- 1850 – Henryk Lubomirski, polski polityk, kurator literacki, mecenas sztuki (ur. 1777)
- 1864 – Carl Christian Rafn, duński historyk, antykwariusz, tłumacz (ur. 1795)
- 1870 – Michael William Balfe, irlandzki kompozytor, śpiewak (ur. 1808)
- 1872 – Michel Carré, francuski librecista (ur. 1821)
- 1880 – Lydia Maria Child, amerykańska działaczka społeczna, edytorka, pisarka, poetka (ur. 1802)
- 1881 – Heinrich Förster, niemiecki duchowny katolicki, biskup wrocławski (ur. 1799)
- 1884 – Bartolomeo d’Avanzo, włoski duchowny katolicki, biskup Castellanety i Teano-Calvi, kardynał (ur. 1811)
- 1889 – Kazimierz Wodzicki, polski ornitolog (ur. 1816)
- 1890 – Richard Francis Burton, brytyjski wojskowy, dyplomata, lingwista, pisarz, podróżnik, odkrywca (ur. 1821)
- 1891 – Józefina Rapacka, polska aktorka, śpiewaczka (ur. 1839)
- 1892 – Stefan Buszczyński, polski publicysta, pisarz polityczny, uczestnik powstania styczniowego (ur. 1821)
- 1893 – Philip Schaff, amerykański teolog protestancki, historyk chrześcijaństwa, wykładowca akademicki pochodzenia szwajcarskiego (ur. 1819)
- 1894 – Ludwig Mauthner, austriacki neuroanatom, okulista, wykładowca akademicki (ur. 1840)
- 1895:
  - Herman Konstadt, polski przedsiębiorca pochodzenia żydowskiego (ur. 1835)
  - Żegota Pauli, polski historyk, archeolog, bibliotekarz, bibliograf, etnograf, krajoznawca (ur. 1814)
- 1898 – Henry Barkly, brytyjski polityk, administrator kolonialny (ur. 1815)
- 1900 – Naim Frashëri, albański poeta (ur. 1846)
- 1901:
  - Julian Niedzielski, polski architekt, budowniczy (ur. 1849)
  - Hipolit Wawelberg, polski finansista, filantrop, działacz społeczny pochodzenia żydowskiego (ur. 1843)
- 1902 – Julie Wilhelmine Hagen-Schwarz, estońska malarka pochodzenia niemieckiego (ur. 1824)
- 1903:
  - Karol Reifenkugel, polski bibliotekarz (ur. 1846)
  - Kazimierz Wiktor, polski ziemianin, działacz gospodarczy, polityk (ur. 1844 lub 45)
- 1904 – Victor Leydet, francuski malarz, plakacista (ur. 1861)
- 1906 – Aleksander Zalewski, polski botanik, wykładowca akademicki (ur. 1854)
- 1907:
  - Feliks Kozubowski, polski pisarz, publicysta (ur. 1842)
  - Władysław Romiszewski, polski ziemianin, generał armii carskiej (ur. 1819)
- 1912 – Hans Gericke, niemiecki inżynier, pilot (ur. 1871)
- 1913 – Daniel David Palmer, amerykański uzdrowiciel (ur. 1845)
- 1917 – Robert Braithwaite, brytyjski briolog, lekarz (ur. 1824)
- 1918 – Nikita Pawłunowski, rosyjski rewolucjonista, funkcjonariusz Czeki (ur. 1892)
- 1920 – Stanisław Spis, polski duchowny katolicki, teolog, wykładowca akademicki (ur. 1843)
- 1922:
  - Roman Albinowski, polski podpułkownik piechoty (ur. 1853)
  - István Burián, austro-węgierski polityk (ur. 1851)
- 1923 – Zhou Ziqi, chiński polityk, dyplomata, tymczasowy premier i prezydent Republiki Chińskiej (ur. 1871)
- 1924 – Jakub Kern, austriacki norbertanin, błogosławiony (ur. 1897)
- 1926:
  - Eugene Debs, amerykański działacz socjalistyczny i związkowy (ur. 1855)
  - Suzanne Girod, francuska tenisistka (ur. 1871)
- 1927 – Georg von Below, niemiecki historyk prawa i gospodarki, wykładowca akademicki (ur. 1858)
- 1928:
  - Mary Ingalls, amerykańska pionierka (ur. 1865)
  - Józef Kotarbiński, polski pisarz, krytyk literacki, aktor, prezes ZASP (ur. 1849)
  - Jack Peddie, szkocki piłkarz (ur. 1876)
- 1929:
  - José Batlle y Ordóñez, urugwajski polityk, prezydent Urugwaju (ur. 1856)
  - Herman Hoppe, amerykański neurolog, wykładowca akademicki (ur. 1867)
- 1930:
  - Jurko Tiutiunnyk, ukraiński generał-chorąży (ur. 1891)
  - Philip Turnbull, walijski hokeista na trawie (ur. 1879)
  - Valeriano Weyler, hiszpański generał, polityk (ur. 1838)
- 1931 – Franciszek Krzyształowicz, polski dermatolog, wenerolog, wykładowca akademicki (ur. 1868)
- 1932 – Stefan Glass, polski matematyk, poeta, tłumacz (ur. 1895)
- 1934 – Hans Böhning, niemiecki pilot wojskowy, as myśliwski (ur. 1893)
- 1935 – Arthur Henderson, brytyjski polityk, laureat Pokojowej Nagrody Nobla (ur. 1863)
- 1937:
  - Carl von Halfern, niemiecki polityk (ur. 1873)
  - Franciszek Lilpop, polski architekt (ur. 1870)
- 1938 – Eduard Pant, niemiecki nauczyciel, dziennikarz (ur. 1887)
- 1939:
  - Erwina Barzychowska, polska uczennica (ur. 1929)
  - Kazimierz Boening, polski ziemianin, adwokat, przedsiębiorca, polityk (ur. 1882)
  - Władysław Klemczak, polski lekkoatleta, tyczkarz, podporucznik rezerwy artylerii, lekarz (ur. 1908)
  - Gerard Linke, polski pilot szybowcowy, nauczyciel, harcmistrz (ur. 1910)
  - Wasilij Łomonosow, radziecki major bezpieczeństwa państwowego (ur. 1896)
  - Tomasz Paul, polski major piechoty (ur. 1880)
  - Stanisław Rolbieski, polski inżynier, przedsiębiorca (ur. 1873)
  - Józef Roskwitalski, polski duchowny katolicki, męczennik, Sługa Boży (ur. 1893)
  - Jan Zaremba, polski duchowny katolicki, pedagog, działacz narodowy (ur. 1874)
- 1940:
  - Gunnar Asplund, szwedzki architekt, wykładowca akademicki (ur. 1885)
  - Józef Krzymiński, polski lekarz, polityk, prezydent Inowrocławia (ur. 1858)
  - Fryderyk Papée, polski historyk, bibliotekoznawca (ur. 1856)
  - Władysław Wójcik, polski duchowny katolicki, męczennik, Sługa Boży (ur. 1880)
- 1941:
  - Eino Olkinuora, fiński biegacz narciarski (ur. 1915)
  - Gustaw Ostapowicz, polski generał dywizji (ur. 1863))
- 1942:
  - Samuel Cunge, polski chirurg pochodzenia żydowskiego (ur. 1865)
  - May Robson, australijska aktorka (ur. 1858)
  - Stanisław Sinkowski, polski duchowny katolicki, dziekan WP (ur. 1890)
  - Frederick Stock, amerykański dyrygent, kompozytor pochodzenia niemieckiego (ur. 1872)
- 1943:
  - Aleksander Pik, polski generał brygady, adwokat (ur. 1873)
  - Tadeusz Szułdrzyński, polski ziemianin, prawnik, działacz społeczny i gospodarczy, polityk, senator RP (ur. 1864)
- 1944:
  - Wilhelm Goecke, niemiecki funkcjonariusz i zbrodniarz nazistowski (ur. 1898)
  - Gabriel Grovlez, francuski kompozytor, dyrygent (ur. 1879)
  - Aleksandr Karpow, radziecki pilot wojskowy, as myśliwski (ur. 1917)
  - Adolf Reichwein, niemiecki historyk, pedagog, działacz antynazistowski (ur. 1898)
- 1946:
  - William Bernard Barry, amerykański polityk (ur. 1902)
  - Igor Diemidow, rosyjski polityk, dziennikarz, działacz emigracyjny (ur. 1873)
- 1947:
  - Gilbert Bougnol, francuski szpadzista (ur. 1866)
  - Albert Howard, brytyjski botanik (ur. 1873)
- 1948 – Leon Gościcki, polski duchowny katolicki, działacz polityczny (ur. 1870)
- 1949:
  - Jacques Copeau, francuski aktor, dramaturg, reżyser teatralny (ur. 1879)
  - Władysław Lewandowicz, polski duchowny katolicki, działacz społeczny, publicysta (ur. 1894)
- 1950:
  - Henry Stimson, amerykański prawnik, polityk (ur. 1867)
  - Liberato Tosti, włoski duchowny katolicki, arcybiskup, nuncjusz apostolski (ur. 1883)
- 1952:
  - Zdzisław Rauszer, polski metrolog, wykładowca akademicki (ur. 1877)
  - Michael Rostovtzeff, rosyjsko-amerykański historyk, wykładowca akademicki (ur. 1870)
- 1953 – Karol Sidor, słowacki pisarz, polityk, premier Słowacji (ur. 1901)
- 1954 – Teofil Zalewski, polski pułkownik, otolaryngolog, polityk, senator RP (ur. 1872)
- 1955 – Stanisław Stroński, polski filolog, polityk, wicepremier (ur. 1882)
- 1956 – Lawrence Bell, amerykański przemysłowiec (ur. 1894)
- 1959:
  - Feliks Czarniecki, polski psychiatra (ur. 1871)
  - Werner Krauss, niemiecki aktor (ur. 1884)
  - Julian Siennicki, polski prawnik, notariusz, polityk, wiceminister sprawiedliwości, senator RP (ur. 1867)
- 1961:
  - Kazimierz Laskowski, polski major, sportowiec, trener, sędzia sportowy (ur. 1899)
  - Mieczysław Mieczyński, polski aktor (ur. 1887)
- 1962:
  - Bruno Belin, chorwacki piłkarz (ur. 1929)
  - Franco Beval, polski śpiewak operowy (tenor) (ur. 1904)
  - Kazimierz Kieszniewski, polski pułkownik, inżynier (ur. 1886)
  - Ludwik Zembrzuski, polski pułkownik lekarz, chirurg, historyk medycyny (ur. 1871)
- 1963:
  - Ruggero Maregatti, włoski lekkoatleta, sprinter (ur. 1905)
  - Andrzej Potworowski, polski kapral kawalerii (ur. 1886)
- 1964:
  - Konstanty Haliszka, polski piłkarz (ur. 1913)
  - Herbert Hoover, amerykański polityk, prezydent USA (ur. 1874)
  - Lucjan Zdzisław Rudnicki, polski piłkarz, bramkarz (ur. 1913)
- 1966 – Stanisław Miniewski, polski podpułkownik dyplomowany saperów (ur. 1889)
- 1967:
  - Tadeusz Niwiński, polski inżynier chemik (ur. 1906)
  - Shigeru Yoshida, japoński polityk, premier Japonii (ur. 1878)
- 1968 – Luboš Tomíček, czeski żużlowiec (ur. 1934)
- 1969:
  - Werner Janensch, niemiecki paleontolog, geolog (ur. 1878)
  - John Matthews, brytyjski kolarz torowy (ur. 1884)
  - Al Weill, amerykański menedżer bokserski pochodzenia francuskiego (ur. 1893)
- 1970:
  - Antoni Bohdziewicz, polski reżyser i scenarzysta filmowy (ur. 1906)
  - Ted Lewis, brytyjski bokser (ur. 1894)
- 1972:
  - Magdalena Samozwaniec, polska pisarka, tłumaczka (ur. 1894)
  - Harlow Shapley, amerykański astronom (ur. 1885)
  - Andrzej Szarski, polski prawnik, bankowiec (ur. 1899)
- 1973:
  - Auguste Garrebeek, belgijski kolarz szosowy i torowy (ur. 1912)
  - Jack Standen, australijski kolarz torowy (ur. 1909)
  - Tadeusz Woźniak, polski aktor (ur. 1907)
- 1974:
  - Julien Bryan, amerykański reżyser, dokumentalista, fotografik (ur. 1899)
  - Jakob Fries, niemiecki funkcjonariusz i zbrodniarz nazistowski (ur. 1913)
  - Élie Lescot, haitański prawnik, polityk, prezydent Haiti (ur. 1883)
  - Vilho Pekkala, fiński zapaśnik (ur. 1898)
- 1975:
  - Alfons Mazurkiewicz, polski malarz (ur. 1922)
  - Tomasz Mościcki, polski aktor (ur. 1927)
- 1976 – Janusz Grabiański, polski grafik, plakacista, ilustrator książek (ur. 1929)
- 1977:
  - Cassie Gaines, amerykańska wokalistka, członkini zespołu Lynyrd Skynyrd (ur. 1948)
  - Steve Gaines, amerykański gitarzysta, członek zespołu Lynyrd Skynyrd (ur. 1949)
  - Viera Husáková, czechosłowacka dziennikarka, tłumaczka, pierwsza dama (ur. 1923)
  - Kazimierz Underko, polski generał brygady (ur. 1912)
  - Ronnie Van Zant, amerykański wokalista, członek zespołu Lynyrd Skynyrd (ur. 1948)
- 1980:
  - Stefán Jóhann Stefánsson, islandzki polityk, premier Islandii (ur. 1894)
  - Robert Whittaker, amerykański botanik (ur. 1920)
  - Elżbieta Wieczorkowska, polska aktorka (ur. 1909)
- 1982:
  - István Gáll, węgierski pisarz (ur. 1931)
  - Leon Leński, polski aktor (ur. 1903)
  - Korczak Ziółkowski, amerykański rzeźbiarz pochodzenia polskiego (ur. 1908)
- 1983:
  - Otto Aasen, norweski skoczek narciarski (ur. 1894)
  - Peter Dudley, brytyjski aktor (ur. 1935)
  - Yves Thériault, kanadyjski pisarz (ur. 1916)
- 1984:
  - Carl Ferdinand Cori, amerykański biochemik pochodzenia czeskiego, laureat Nagrody Nobla (ur. 1896)
  - Paul Dirac, brytyjski fizyk teoretyk, laureat Nagrody Nobla (ur. 1902)
- 1985 – Kirio Urayama, japoński reżyser filmowy (ur. 1930)
- 1986:
  - Fritz Hochwälder, austriacki pisarz (ur. 1911)
  - Tadao Uesako, japoński gimnastyk (ur. 1921)
- 1987:
  - Jerzy Chromik, polski lekkoatleta, długodystansowiec (ur. 1931)
  - Andriej Kołmogorow, rosyjski matematyk, wykładowca akademicki (ur. 1903)
- 1989:
  - Anthony Quayle, brytyjski aktor (ur. 1913)
  - Jerzy Wittlin, polski pisarz, satyryk (ur. 1925)
- 1990:
  - Ja’akow Gil, izraelski rabin, polityk, (ur. 1908)
  - Joel McCrea, amerykański aktor (ur. 1905)
- 1992 – Jan Weber, polski muzykolog, krytyk muzyczny, dziennikarz (ur. 1930)
- 1993 – Piotr Dranko, radziecki pilot wojskowy, as myśliwski (ur. 1913)
- 1994:
  - Siergiej Bondarczuk, rosyjski aktor, reżyser filmowy (ur. 1920)
  - Burt Lancaster, amerykański aktor (ur. 1913)
  - Giacomo Rossi Stuart, włoski aktor, scenarzysta filmowy (ur. 1925)
- 1995:
  - Denis Baudouin, francuski dziennikarz, polityk (ur. 1923)
  - Riccardo Carapellese, włoski piłkarz (ur. 1922)
  - Andrzej Woyciechowski, polski dziennikarz (ur. 1946)
- 1996 – Robert Benayoun, francuski reżyser filmowy (ur. 1926)
- 1997 – Manush Myftiu, albański polityk (ur. 1919)
- 1999:
  - Agim Çavdarbasha, albański rzeźbiarz (ur. 1944)
  - Jack Lynch, irlandzki polityk, premier Irlandii (ur. 1917)
  - Małgorzata Müldner-Nieckowska, polska rzeźbiarka, kompozytorka, jubilerka (ur. 1948)
- 2000 – Sergiusz (Sokołow), rosyjski biskup prawosławny (ur. 1951)
- 2001:
  - Phillippe Agostini, francuski reżyser filmowy (ur. 1910)
  - Jacek Szmatka, polski socjolog, wykładowca akademicki (ur. 1950)
- 2002 – Bernard Fresson, francuski aktor (ur. 1931)
- 2003:
  - Michiel Dudok van Heel, holenderski żeglarz sportowy (ur. 1924)
  - Jack Elam, amerykański aktor (ur. 1920)
- 2004:
  - Wieranika Czarkasawa, białoruska dziennikarka (ur. 1959)
  - Wanda Truszkowska, polska botanik, fitopatolog (ur. 1917)
- 2005:
  - Willie Sojourner, amerykański koszykarz (ur. 1948)
  - Dane Zajc, słoweński pisarz (ur. 1929)
- 2006:
  - Franciszek Gajb, polski pianista, pedagog (ur. 1937)
  - Maxi Herber, niemiecka łyżwiarka figurowa (ur. 1920)
  - Jane Wyatt, amerykańska aktorka (ur. 1910)
- 2007:
  - Josep Pintat-Solans, andorski polityk, premier Andory (ur. 1925)
  - Paul Raven, brytyjski basista, członek zespołów: Ministry, Killing Joke, Prong i Godflesh (ur. 1961)
  - Edward Zawiszewski, polski duchowny katolicki (ur. 1926)
- 2008 – Krzysztof Zaleski, polski aktor, reżyser teatralny (ur. 1948)
- 2009:
  - Leszek Nowak, polski filozof (ur. 1943)
  - Jurij Riazanow, rosyjski gimnastyk (ur. 1987)
- 2010:
  - Eva Ibbotson, brytyjska pisarka pochodzenia żydowskiego (ur. 1925)
  - Farooq Leghari, pakistański polityk, prezydent Pakistanu (ur. 1940)
  - Tichon (Stiepanow), rosyjski biskup prawosławny (ur. 1963)
  - Ari Up, brytyjska wokalistka, członkini zespołu The Slits (ur. 1962)
- 2011:
  - Giovanni Battistelli, włoski duchowny katolicki, franciszkanin, Kustosz Ziemi Świętej (ur. 1933)
  - Jerzy Bielecki, polski działacz społeczny, więzień obozu Auschwitz-Birkenau, żołnierz AK, Sprawiedliwy wśród Narodów Świata (ur. 1921)
  - Al-Mutasim al-Kaddafi, libijski wojskowy, polityk (ur. 1974)
  - Mu’ammar al-Kaddafi, libijski pułkownik, polityk, dyktator Libii (ur. 1942)
  - Iztok Puc, słoweński piłkarz ręczny (ur. 1966)
- 2012:
  - Przemysław Gintrowski, polski piosenkarz, bard, kompozytor (ur. 1951)
  - Paul Kurtz, amerykański filozof (ur. 1925)
  - E. Donnall Thomas, amerykański lekarz, laureat Nagrody Nobla (ur. 1920)
- 2013:
  - Noel Harrison, brytyjski piosenkarz, aktor, narciarz alpejski (ur. 1934)
  - Lawrence Klein, amerykański ekonomista, laureat Nagrody Banku Szwecji im. Alfreda Nobla w dziedzinie ekonomii (ur. 1920)
  - Imre Nagy, węgierski pięcioboista nowoczesny (ur. 1933)
- 2014:
  - Ursula Lingen, niemiecka aktorka (ur. 1928)
  - Óscar de la Renta, amerykańsko-dominikański projektant mody (ur. 1932)
- 2015:
  - France Bučar, słoweński prawnik, wykładowca akademicki, publicysta, polityk (ur. 1923)
  - Feliks Krystkowiak, polski piłkarz, bramkarz (ur. 1925)
  - Kazimierz Łaski, polsko-austriacki ekonomista pochodzenia żydowskiego (ur. 1921)
  - Ian Steel, szkocki kolarz szosowy (ur. 1928)
- 2016:
  - Michael Massee, amerykański aktor (ur. 1952)
  - Junko Tabei, japońska alpinistka, podróżniczka (ur. 1939)
  - Ryszard Urbanek, polski trener piłkarski (ur. 1947)
- 2017:
  - Stanisław Bogdanowicz, polski duchowny katolicki, infułat (ur. 1939)
  - Stan Kowalski, amerykański wrestler (ur. 1926)
  - Adam Sobiczewski, polski fizyk (ur. 1931)
  - Rafał Wencek, polski piłkarz (ur. 1968)
- 2018:
  - Wim Kok, holenderski polityk, premier Holandii (ur. 1938)
  - Bogusław Nadolski, polski duchowny katolicki, chrystusowiec, teolog (ur. 1933)
  - Jerzy Surdel, polski reżyser telewizyjny i filmowy, operator (ur. 1935)
- 2019:
  - Andrzej Heidrich, polski grafik, ilustrator książek, projektant (ur. 1928)
  - Kazimierz Kozica, polski historyk kartografii, muzealnik (ur. 1965)
  - Gonzalo de Jesús Rivera Gómez, kolumbijski duchowny katolicki, biskup Medellín (ur. 1933)
  - Alojzy Zielecki, polski historyk (ur. 1933)
- 2020:
  - Dariusz Gnatowski, polski aktor (ur. 1961)
  - Bruno Martini, francuski piłkarz, trener (ur. 1962)
  - James Randi, kanadyjski iluzjonista (ur. 1928)
  - Krystyna Stypułkowska, polska aktorka (ur. 1938)
  - Bogdan Wojtuś, polski duchowny katolicki, biskup pomocniczy gnieźnieński (ur. 1937)
  - Asłan Żanimow, rosyjski zapaśnik (ur. 1952)
- 2021:
  - Mihály Csíkszentmihályi, węgierski psycholog (ur. 1934)
  - Dragan Pantelić, serbski piłkarz (ur. 1951)
- 2022:
  - Jacques Brault, kanadyjski pisarz, poeta (ur. 1933)
  - Anton Donczew, bułgarski pisarz (ur. 1930)
  - Władysław Mącior, polski prawnik, wykładowca akademicki (ur. 1930)
  - Krzysztof Talczewski, polski reżyser, scenarzysta i producent filmów dokumentalnych (ur. 1959)
- 2023:
  - Norbert Buske, niemiecki duchowny protestancki, teolog, polityk (ur. 1936)
  - Donald Angus Cameron of Lochiel, szkocki arystokrata, posiadacz ziemski (ur. 1946)
  - Les Dayman, australijski aktor (ur. 1938)
  - Vera Klement, amerykańska artystka, abstrakcjonistka, wykładowczyni akademicka (ur. 1929)
- 2024:
  - Arturo Bastes, filipiński duchowny katolicki, biskup Sorsogon (ur. 1944)
  - Eugenio Dal Corso, włoski duchowny katolicki, biskup Saurimo i Bengueli, kardynał (ur. 1939)
  - Dong Zhiming, chiński paleontolog (ur. 1937)
  - Fethullah Gülen, turecki kaznodzieja, uczony, myśliciel, przewodnik duchowy, prozaik, poeta, działacz pokojowy (ur. 1941)
  - Michael Newman, amerykański ratownik, aktor, kaskader (ur. 1957)
  - Janusz Olejniczak, polski pianista, pedagog muzyczny (ur. 1952)
  - Zbigniew Pawelski, polski architekt, plastyk, uczestnik powstania warszawskiego (ur. 1925)
  - Zygmunt Perz, polski duchowny katolicki, jezuita, wykładowca akademicki (ur. 1930)
  - Radosław Spasow, bułgarski reżyser, scenarzysta i operator filmowy (ur. 1943)